# 訃報 1998年2月
訃報 1998年2月（ふほう 1998ねん2がつ）では、1998年（平成10年）2月中に物故した、又は物故が報じられた人物についてまとめる。

## （1日 - 14日）

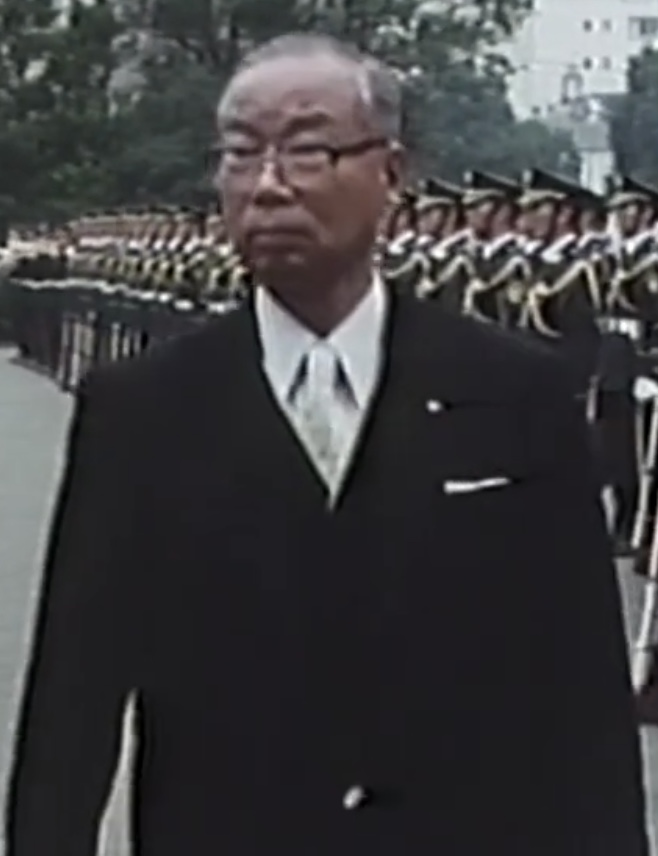
久保田円次／2月1日没

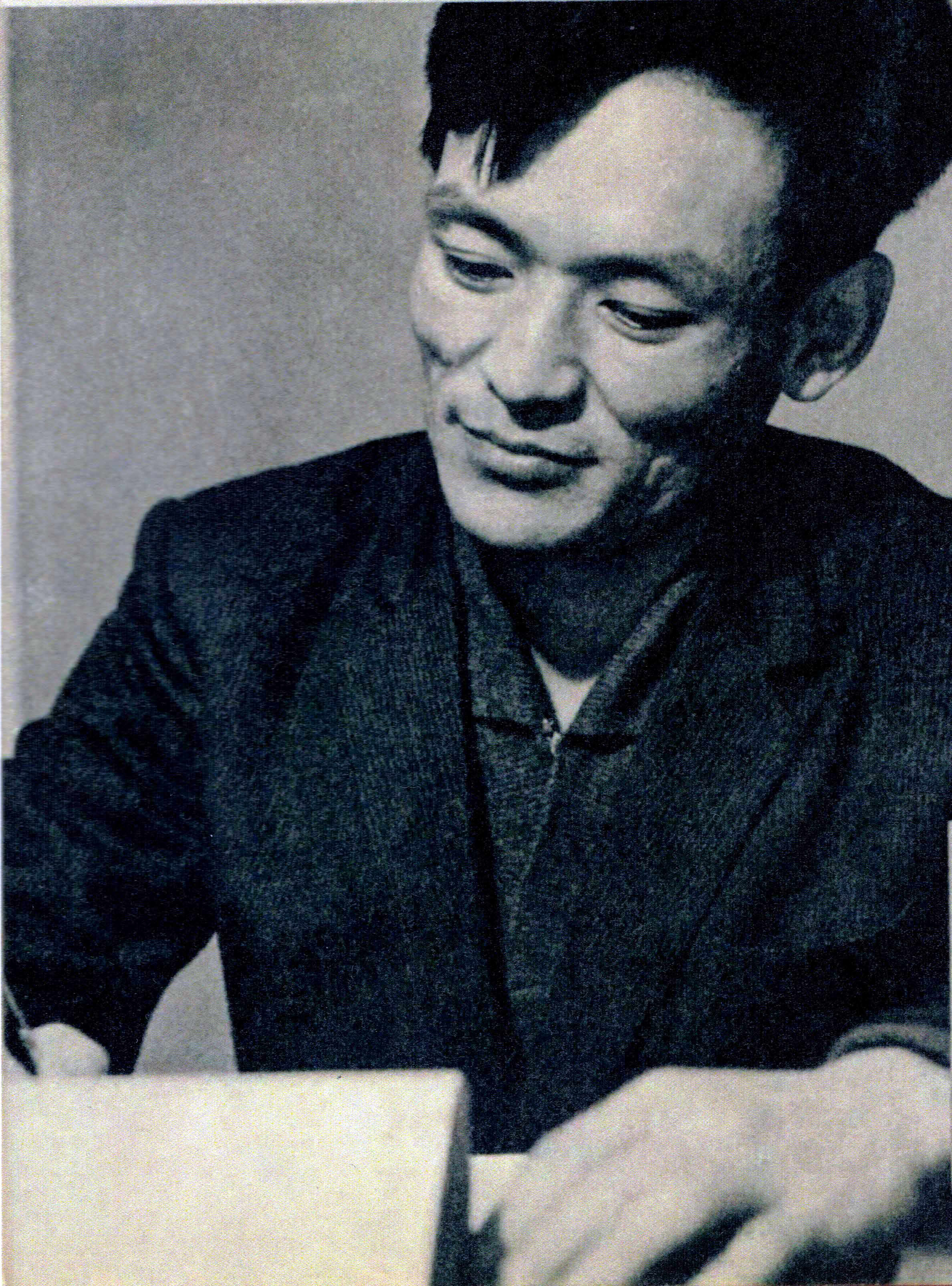
山田信夫／2月2日没

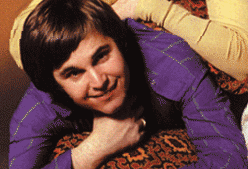
カール・ウィルソン／2月6日没

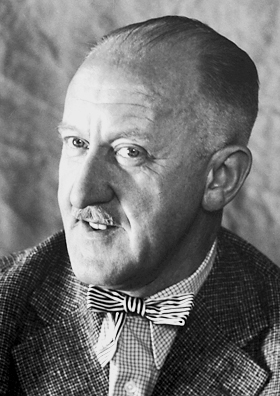
ハルドル・ラクスネス／2月8日没

- 2月1日 - 久保田円次、政治家、元防衛庁長官（* 1903年）
- 2月2日 - アルーン・タジェフ、地質学者・映画作家（* 1914年）
- 2月2日 - 山田信夫、脚本家（* 1932年）
- 2月5日 - 武原はん、日本舞踊家（* 1903年）
- 2月5日 - 高橋竹山、津軽三味線演奏家（* 1910年）
- 2月5日 - 富島健夫、作家（* 1931年）
- 2月6日 - カール・ウィルソン、ビーチ・ボーイズのメンバー（* 1946年）
- 2月8日 - ハルドル・ラクスネス、作家（* 1902年）
- 2月8日 - 渋沢孝輔、詩人（* 1930年）
- 2月11日 - 寺園勝志、元鹿児島県知事（* 1901年）
- 2月12日 - 長谷川善三、元プロ野球選手（* 1923年）

## （15日 - 28日）

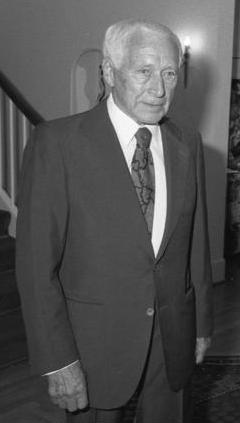
エルンスト・ユンガー／2月17日没

- 2月17日 - エルンスト・ユンガー、作家、思想家（* 1895年）
- 2月17日 - 許遠東、台湾政治家、（* 1927年）
- 2月18日 - 福田豊土、俳優（* 1934年）
- 2月19日 - 新井将敬、政治家（* 1948年）
- 2月21日 - 宮島義勇、撮影監督（* 1909年）
- 2月22日 - 荘司雅子、教育学者（* 1909年）
- 2月27日 - 増岡重昂、実業家、増岡組・鉄鋼ビルディング社長（* 1927年）